# Bobsleigh nos Jogos Olímpicos de Inverno de 2010
As competições de bobsleigh nos Jogos Olímpicos de Inverno de 2010 foram realizadas no Whistler Sliding Centre entre 20 e 27 de fevereiro.

## Calendário
| Fevereiro | 12 | 13 | 14 | 15 | 16 | 17 | 18 | 19 | 20 | 21 | 22 | 23 | 24 | 25 | 26 | 27 | 28 |
| --------- | -- | -- | -- | -- | -- | -- | -- | -- | -- | -- | -- | -- | -- | -- | -- | -- | -- |
| Bobsleigh |    |    |    |    |    |    |    |    |    | 1  |    |    | 1  |    |    | 1  |    |

|  | Dia de competição |  | Dia de final |

## Eventos
- Duplas masculinas
- Duplas femininas
- Equipes masculinas

## Medalhistas
| Evento                      | Ouro                                                                          | Prata                                                               | Bronze                                                              |
| --------------------------- | ----------------------------------------------------------------------------- | ------------------------------------------------------------------- | ------------------------------------------------------------------- |
| Duplas masculinas detalhes  | André Lange Kevin Kuske GER Alemanha                                          | Thomas Florschütz Richard Adjei GER Alemanha                        | Alexandr Zubkov Alexey Voyevoda RUS Rússia                          |
| Duplas femininas detalhes   | Kaillie Humphries Heather Moyse CAN Canadá                                    | Helen Upperton Shelley-Ann Brown CAN Canadá                         | Erin Pac Elana Meyers USA Estados Unidos                            |
| Equipes masculinas detalhes | Steven Holcomb Steve Mesler Curtis Tomasevicz Justin Olsen USA Estados Unidos | André Lange Kevin Kuske Alexander Rödiger Martin Putze GER Alemanha | Lyndon Rush David Bissett Lascelles Brown Chris le Bihan CAN Canadá |

## Quadro de medalhas
| Ordem | País               | Medalha de ouro | Medalha de prata | Medalha de bronze |   | Ordem por total |
| ----- | ------------------ | --------------- | ---------------- | ----------------- | - | --------------- |
| 1     | GER Alemanha       | 1               | 2                |                   | 3 | 1               |
| 2     | CAN Canadá         | 1               | 1                | 1                 | 3 | 1               |
| 3     | USA Estados Unidos | 1               |                  | 1                 | 2 | 3               |
| 4     | RUS Rússia         |                 |                  | 1                 | 1 | 4               |
| TOTAL | TOTAL              | 3               | 3                | 3                 | 9 | —               |